# C’est la vie (Claude-Lied)
C’est la vie (französisch „So ist das Leben“) ist ein englisch- und französischsprachiger Popsong, der vom kongolesisch-niederländischen Sänger Claude Kiambe interpretiert wurde. Mit dem Titel vertrat er die Niederlande beim Eurovision Song Contest 2025 in Basel.

## Hintergründe
Der niederländische Fernsehsender AVROTROS kündigte bereits im Dezember 2024 an, dass Claude am kommenden Eurovision Song Contest teilnehmen werde. Der Titel wurde intern ausgewählt.
C’est la vie wurde von Kiambe gemeinsam mit Arno Krabman, Joren van der Voort und Léon Paul Palmen komponiert und getextet. Produziert wurde er lediglich von Krabman und van der Voort. Er sei spezifisch für den Eurovision Song Contest geschrieben worden. Im Gegensatz zu Claudes früheren Titeln habe die Arbeit zuerst an den Strophen begonnen, während man den Refrain später im Prozess erschaffen habe.

## Inhaltliches
Laut des Interpreten sei der Titel von seiner Mutter und von Müttern im Allgemeinen inspiriert. Der Ausspruch C’est la vie sei regelmäßig von seiner Mutter gekommen in Momenten, in denen er sich unsicher gefühlt habe. Der Ausspruch habe ihm Energie und Hoffnung gegeben. Dass der Titel teilweise in Französisch gesungen werde, liege laut Claude daran, dass Französisch seine Muttersprache sei und er seine Geschichte am besten in dieser Sprache ausdrücken könne. Die Strophen und der Pre-Chorus vermischen beide Sprachen, während der Refrain mit dem titelgebenden C’est la vie ausschließlich auf Französisch gesungen wird.
Der Titel wird mit Cis4-H3-Cis4 auf dem Klavier eingeleitet, wobei dieselbe Tonfolge danach um eine Oktave höher wiederholt wird. Claude wird durch die erste Strophe auf dem Klavier begleitet, während im Verlauf Streicher dazu kommen. Im Refrain setzt der Beat ein. Das Lied endet wieder minimal lediglich mit Klavierbegleitung.

## Veröffentlichung
Der Titel wurde als Musikstream am 27. Februar 2025 veröffentlicht. Jedoch wurde das Lied am Tag zuvor von QMusic unabgesprochen im Radio gespielt. Das Musikvideo erschien ebenfalls am 27. Februar, Regie führte Ivan Boljat.

## Beim Eurovision Song Contest
Mit dem Titel nahmen die Niederlande am Eurovision Song Contest teil. Das Land trat hierbei im ersten Halbfinale mit Startnummer 13 am 13. Mai 2025 an. Es konnte sich erfolgreich für das Finale qualifizieren. Von Startnummer 12 aus erreichten die Niederlande 175 Punkte, was in einem zwölften Platz resultierte.

## Kommerzieller Erfolg

### Chartplatzierungen
| ChartsChartplatzierungen  | Höchstplatzierung | Wochen |
| ------------------------- | ----------------- | ------ |
| Flandern (Ultratop)       | 49 (1 Wo.)        | 1      |
| Niederlande (Media Markt) | 1 (16 Wo.)        | 16     |
| Österreich (Ö3)           | 63 (1 Wo.)        | 1      |
| Schweiz (IFPI)            | 23 (2 Wo.)        | 2      |

### Auszeichnungen für Musikverkäufe
| Land/Region        | Auszeichnungen für Musikverkäufe (Land/Region, Auszeichnung, Verkäufe) | Verkäufe |
| ------------------ | ---------------------------------------------------------------------- | -------- |
| Niederlande (NVPI) | Gold                                                                   | 45.000   |
| Insgesamt          | 1× Gold ·                                                              | 45.000   |